# البروتوكول Appc
بروتوكول الاتصالات المتقدمة من برنامج إلى برنامج (بالإنجليزية: Advanced Program-to-Program Communication أو APPC)‏ هو بروتوكول يستخدم للاتصال عبر الشبكة حيث يعمل كمترجم بين البرامج التطبيقية والشبكة، وهو موجود في طبقة البرامج في مرجع أو إس آي
.
وهو عبارة عن برمجيات تسمح بالاتصال بين برامج على حواسيب مختلفة، من الحواسيب المحمولة ومحطات العمل وصولاً إلى الحواسيب الشخصية.
يقتصر بروتوكول APPC إلى حد كبير على نظم تشغيل آي‌ بي‌ إم مثل آي بي إم إيه آي إكس، كما أضافت مايكروسوفت دعم SNA في Host Integration Server.
عندما يقوم برنامج من الحاسوب بتمرير معلومات إلى برمجيات البروتوكول APPC يقوم هذا البروتوكول بترجمتها ومن ثم تمريرها إلى واجهة تخاطب الشبكة .
تنتقل المعلومات عبر الشبكة إلى حاسوب اَخر حيث تستلم برمجيات البروتوكول APPC المعلومات من واجهة تخاطب الشبكة.
ومن ثم يقوم البروتوكول APPC بإعادة ترجمة المعلومات إلى صيغتها الأصلية ويمررها إلى البرنامج المقابل.
وربط بالمصطلح LU 6.2) Logical unit type 6.2).

## وصلات خارجية
- Multiplatform APPC Configuration Guide، صفحة 28
- Official Internet Protocol Standards